# Vecchio ponte sul Sauer
Il vecchio ponte sul Sauer, situato tra Echternach e Echternacherbrück, fu una costruzione romana fino al XIX secolo.

## Storia
Presumibilmente, già nel primo periodo della romanizzazione ci fu l'effettiva costruzione sul Sauer di un ponte stradale; tuttavia, ciò non è stato dimostrato. Nel XVI e XVII secolo furono scoperti diversi resti di monumenti funerari romani sui pilastri, probabilmente costruiti in un secondo momento e restaurati successivamente nel 1748 e nel 1909. Una rappresentazione del ponte del XVII secolo mostra che un tempo dovevano esistere sei archi, di cui però il secondo danneggiato e il quinto crollato, come effettivamente era al tempo della realizzazione dell'illustrazione. Inoltre, il sesto arco era probabilmente collegato alla sponda sinistra del fiume da un ponte levatoio. Un'incisione del 1867 mostra il ponte ancora con sei arcate. Sul principio del 1870, in concomitanza con la costruzione della ferrovia del principe Heinrich, l'ultimo arco sul lato di Echternach fu riempito.
Questo ponte venne fatto esplodere il 12 settembre 1944 dalle Forze della Difesa tedesche. L'11 febbraio, i primi soldati americani attraversarono il Sauer vicino a Echternach su un ponte provvisorio galleggiante. Dopo la fine della guerra, fu costruito un ponte di emergenza a monte e, nel 1950, venne sostituito da una nuova costruzione. Il ponte del 1950 presenta una lastra centrale con una luce di 28,10 metri in modo che, in caso di acqua alta, venga garantito un flusso migliore.
Sul ponte si trova la statua dell'abate Johannes Bertels (1544-1607), autore della prima "Storia del Lussemburgo", con un libro aperto tra le mani.
Il ponte è rappresentato nel capo dello stemma di Echternacherbrück da quattro archi in forma stilizzata.

Raffigurazione dello stemma di Echternacherbrück
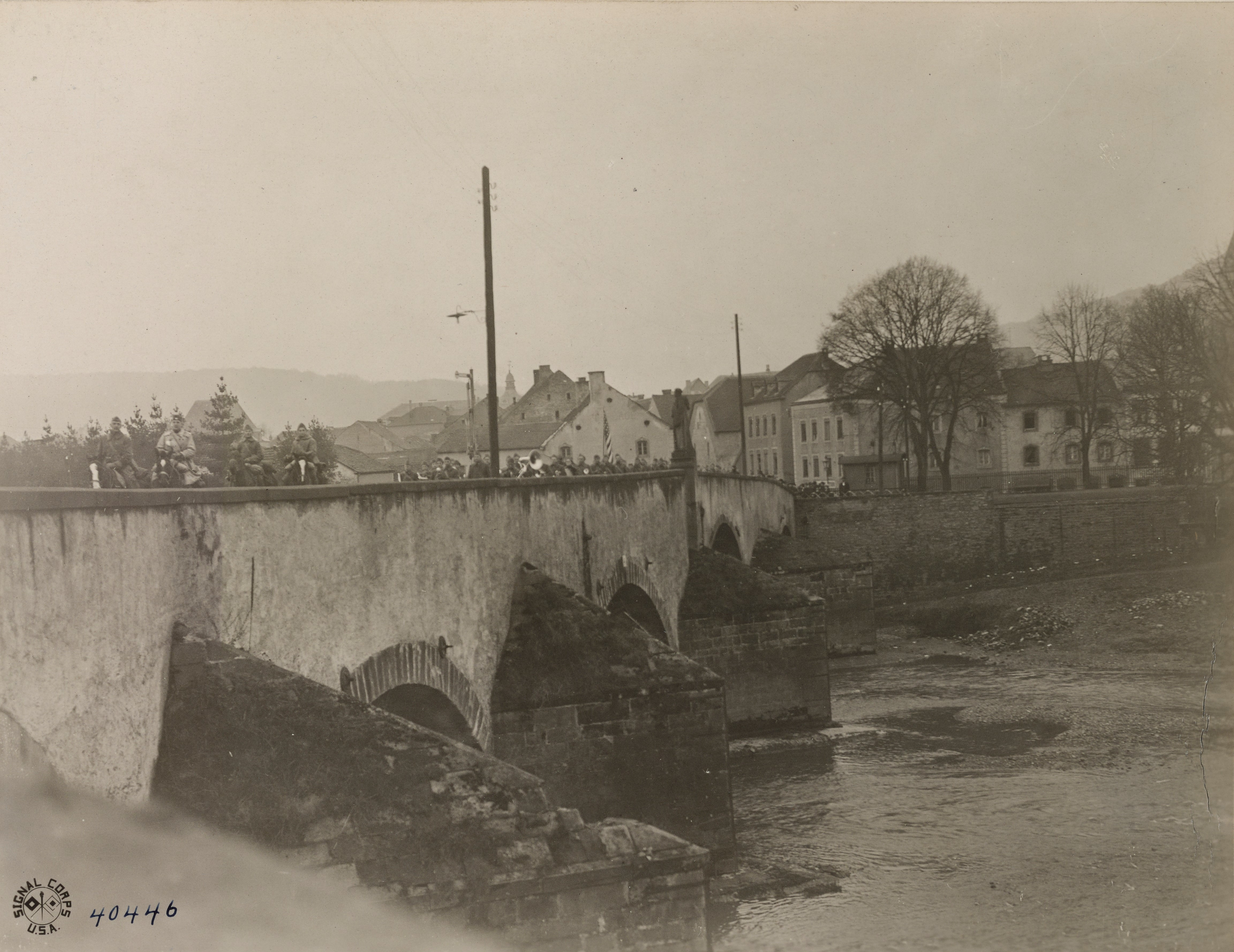
I soldati della 125ª fanteria degli Stati Uniti mentre attraversano il ponte il 1º dicembre 1918.